# 池田泰真

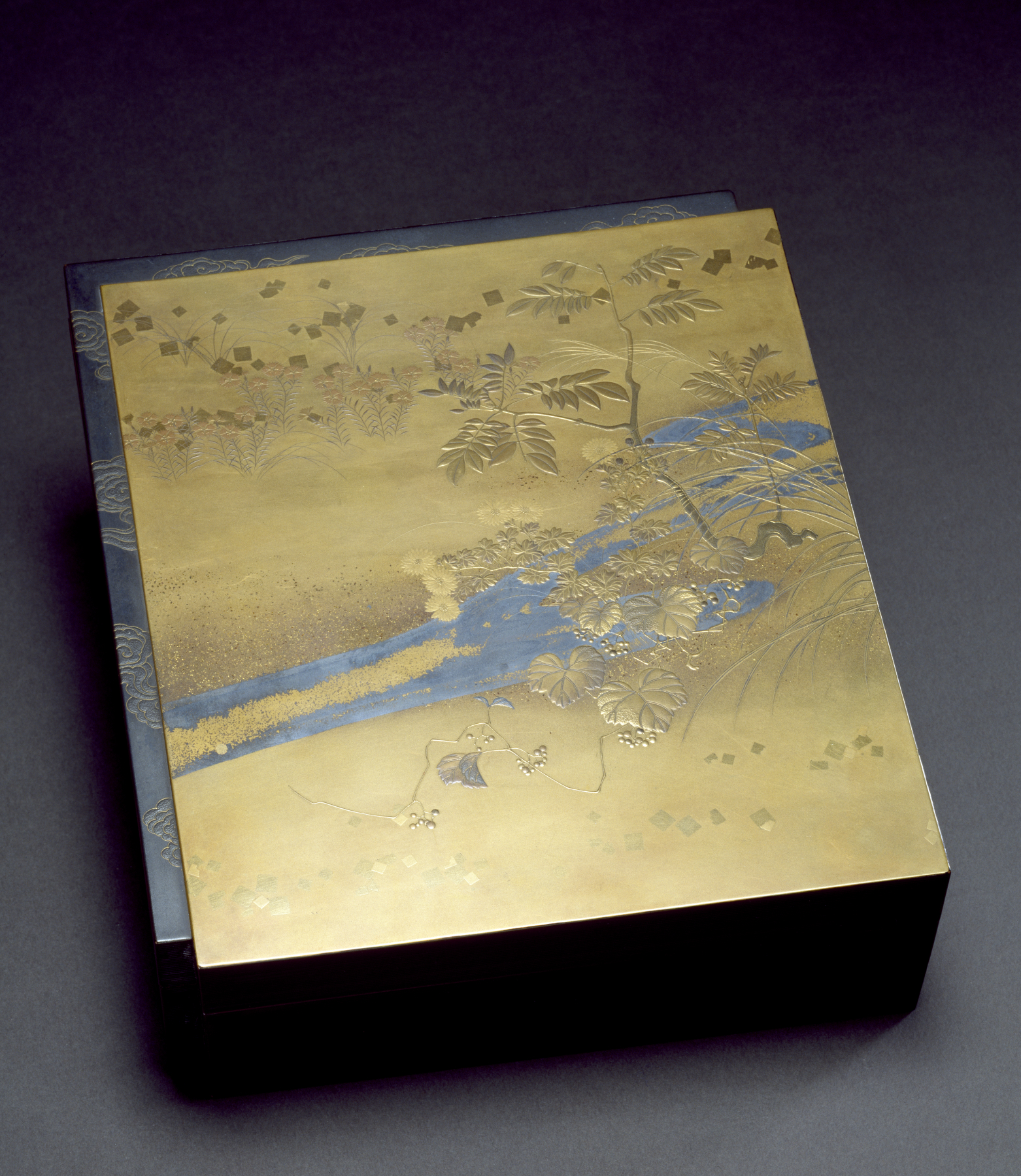
池田泰真作、色紙箱、明治時代、19世紀後半、ウォルターズ美術館蔵

池田 泰真（いけだ たいしん、文政8年7月5日（1825年8月18日） - 明治36年（1903年）3月7日）は、幕末から明治にかけて活動した漆工家、蒔絵師。柴田是真の一番弟子と言われ、師ゆずりの伝統的な器物に江戸趣味を加味した作品を得意とした。

## 略伝
三河国（愛知県）西尾藩士・池田新五郎の第5子として、江戸赤坂で生まれる。幼名は七五郎。幼少より画を好み、1835年（天保6年）11歳で柴田是真に入門。以後25年近く内弟子として過ごし、画と蒔絵の研鑽に努めた。1841年（天保12年）17歳の時、師に従って日光・奥羽の名所旧跡を巡覧、1845年（弘化2年）21歳の時には小田原・江ノ島など湘南地方に写生旅行に出掛けている。これが縁となって1850年（嘉永3年）に鶴岡八幡宮の什宝修理に携わっている。更に師より旅費を貰って、1856年（安政3年）2月から1年余りかけて京都・和歌浦・琴平・小倉・長崎などを遊歴して写生している。
1859年（安政6年）35歳で独立、浅草榊原に住し、袋物商丸利などの注文を受けて、印籠や煙管筒などを制作した。明治維新後は、1873年（明治6年）ウィーン万国博覧会に蒔絵額を出品し進歩賞牌を受けたのを皮切りに、内外の博覧会で受賞を重ねる。日本美術協会の委員も務め、1890年（明治23年）日本漆工会の発足にも関わった。同年の第三回内国勧業博覧会や翌年の日本美術協会美術展覧会では審査員を務め、1891年（明治24年）に師の是真が亡くなると、漆工界の第一人者となった。1886年（明治19年）には、是真の次男・柴田真哉と自身の長女を娶せることで真哉を婿養子としたが、是真の死の直後離縁している。1896年（明治29年）6月30日には帝室技芸員を拝命。1903年（明治36年）に病没。墓所は浅草今戸の称福寺にあり、師是真や一時は養子にした真哉の側で眠っている。
弟子を多く養成し、その一派は住んだ場所から薬研堀派と称せられた。鏑木清方は『こしかたの記』で泰真に触れ、「丈の高い、江戸の生き残りの人によく見る長顔で、半白というよりは白髪の多いのを伸ばしたまま掻き上げた、温顔で物静かな、見るからに名匠と呼ぶにふさはしい好い風格を具えてゐた。工人、芸人、その職の何たるを問わず、道を究めて至り尽くした人のみに見られるゆたかさを、今にしてかへり見ると、先づこの人の表情が思ひ浮かぶ」と好感をもって記している。しかし、現在確認されている泰真の作品は少ない。

## 代表作
- 「江之島蒔絵額」 東京国立博物館蔵 1893年（明治26年）シカゴ万国博覧会出品
- 「秋田蒔絵小箱」 東京国立博物館蔵
- 「山路菊蒔絵料紙硯箱」 金高蒔絵 三の丸尚蔵館蔵 川端玉章図案 三条実美書 明治26年5月
- 「山路菊蒔絵文台」 金高蒔絵 三の丸尚蔵館蔵 明治29年12月 共に明治天皇手沢品。両者には製作時期にズレがあるものの意匠・蒔絵表現は一貫している。